# Pailĭn
Pailĭn (khm. ក្រុងប៉ៃលិន; taj. ไพลิน, RTGS: Phailin; tajska wymowa: [pʰāj.lin]; "Gem") – prowincja (khaet) w zachodniej Kambodży na południowym skraju Gór Kardamonowych w pobliżu granicy z Tajlandią. Pailĭn sąsiaduje i był częścią prowincji Bătdâmbâng od której został oficjalnie odłączony i stanowi niezależną jednostkę administracyjną od czasu kapitulacji frakcji Ieng Sary’ego, członka Czerwonych Khmerów, w 1996 roku. Dla większości świata Pailĭn znany jest jako twierdza Czerwonych Khmerów, pozostająca pod kontrolą od momentu obalenia ich rządów w 1979 oraz pełniąca w latach 1994-1998 funkcję stolicy tak zwanego „Tymczasowego Rządu Jedności Narodowej i Ocalenia Narodowego Kambodży”.